# 平城京

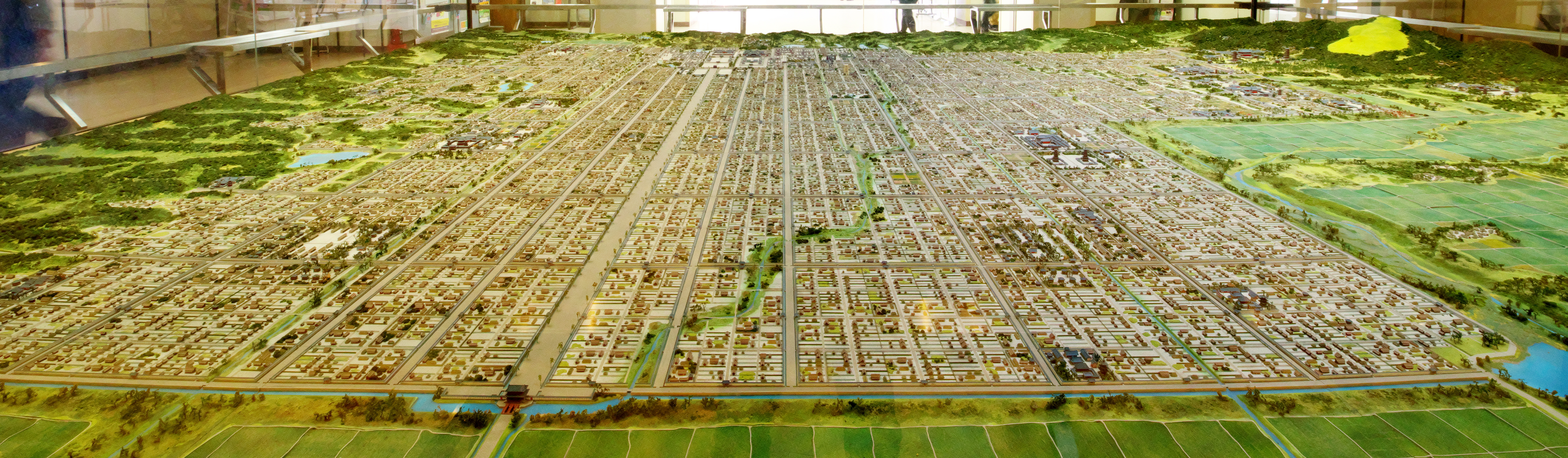
平城京の復元模型（奈良市役所の展示物）。南側から見る

平城京（へいじょうきょう／へいぜいきょう／ならのみやこ）は、奈良時代の日本の首都。710年に藤原京から遷都するにあたり、唐の都長安城を模倣して大和国に建造された都城。現在の奈良県奈良市、大和郡山市に存在する。
中央北域に宮城・平城宮（大内裏）を置き、東西8坊 (約 4.3 km) の面積をもち、中央を南北に走る朱雀大路によって左京・右京に二分され、さらに南北・東西を大路・小路によって碁盤の目のように整然と区画され、全域が72坊に区画設定されていた。
大阪湾や淡路島（八島のひとつ）にも近い奈良盆地（奈良県奈良市の西部の一部、中心部及び大和郡山市北部）には、5世紀中頃にはすでに天皇陵である佐紀盾列古墳群が作られ、またのちには大神神社、7世紀には興福寺も建立されているが、京となった8世紀には、東大寺や巨大な仏像である東大寺盧舎那仏像、法華寺などが建立された。本州の政治・文化の中心地となるに至って外京（げきょう）に位置した門前町が、今に続く奈良の町を形成する中心となった。

## 歴史
藤原京から平城京への遷都は文武天皇在世中の慶雲4年（707年）に審議が始まり、和銅元年（708年）には元明天皇により遷都の詔が出された。しかし、和銅3年（710年）3月10日 (旧暦)に遷都された時には、内裏と大極殿、その他の官舎が整備された程度と考えられており、寺院や邸宅は、山城国の長岡京に遷都するまでの間に、段階的に造営されていったと考えられている。恭仁京や難波京への遷都によって平城京は一時的に放棄されるが、745年（天平17年）には、再び平城京に遷都され、その後784年（延暦3年）、長岡京に遷都されるまで政治の中心地であった。山城国に遷都したのちは南都（なんと）とも呼ばれた。
弘仁元年（810年）9月6日、平城上皇によって平安京を廃し平城京へ再び遷都する詔が出された。これに対し嵯峨天皇が迅速に兵を動かし、9月12日、平城上皇は剃髪した（薬子の変）。これによって平城京への再遷都は実現することはなかった。
薬子の変以後平城京跡地は往時の姿を維持することは出来ず、9世紀末に宇多上皇の南都逍遥の際には旧京域はすでに農村と化していたとされるが、大和国は江戸時代まで存続している。

## 名称
平城を「へいじょう」と読むか、「へいぜい」と読むかについては議論がある。
戦後の学校の教科書において、平城京には「へいじょうきょう」と振り仮名が振られていた。その後、少なくとも1980年代には「へいじょうきょう」とともに「へいぜいきょう」の併記が、一部の出版社に見られるようになる。これは平城天皇が「へいぜい」と読むことや、漢字音で「平」が漢音の“へい”と呉音の“ひょう”、「城」が漢音の“せい”と呉音の“じょう”があり、この音を漢音に統一すると“へいぜい”になることによるものと見られている。ただし「京」を“きょう”と読むのは呉音である。
研究者を中心に「へいぜい」の読みが見受けられ、『国史大辞典』の見出しも「へいぜいきょう」であるが、一般には「へいじょう」が普及しており、奈良県の進める平城遷都1300年記念事業も「へいじょう」と発音されている。
このように、平城京は現代においては音読みで「へいじょうきょう」または「へいぜいきょう」と読むが、かつては奈良京（寧楽京、ならのみやこ）と呼ばれた。762年の正倉院文書の記述に加え、平城京への遷都当時の造成土から「奈良京」と書かれた木簡が発掘されている。

## 都市計画

### 都市計画の概要
平城京は南北に長い長方形で、中央の朱雀大路を軸として右京と左京に分かれ、さらに左京の傾斜地に外京が設けられている
東西軸には一条から九条大路（十条については後述）、南北軸には朱雀大路と左京一坊から四坊、右京一坊から四坊の大通りが設置された条坊制の都市計画である。各大通りの間隔は約532メートル、大通りで囲まれた部分（坊）は、堀と築地（ついじ）によって区画され、さらにその中を、東西・南北に3つの道で区切って町とした。京域は東西約4.3キロメートル（外京を含めて6.3キロメートル）、南北約4.7キロメートル（北辺坊を除く）に及ぶ。
平城京の市街区域は、大和盆地中央部を南北に縦断する大和の古道下ツ道・中ツ道を基準としている。下ツ道が朱雀大路に当たり、中ツ道が左京の東を限る東四坊大路（ただし少しずれる）に当たる。二条大路から五条大路にかけては、三坊分の条坊区画が東四坊大路より東に張り出しており、これを外京と呼ぶ。また、右京の北辺は二町分が北に張り出しており、これを北辺坊と称する。
市街地の宅地は、位階によって大きさが決められ、貴族が占める12町の物を筆頭として、2町・1町・1/2町・1/4町・1/8町・1/16町・1/32町などの宅地が与えられた。平城宮の東側の一坊大路と二坊大路の間には、8町の宅地を占有した藤原不比等、4町を占有した長屋王、藤原仲麻呂の邸が集まっていた。土地は公有制であるため、原則的には天皇から与えられた物であった。
唐の都の長安を模倣して作られたというのが一般的な定説である。しかし、先行する藤原京の場合大内裏に当たる部分が中心に位置しており、北端に置いたのは北魏洛陽城などをモデルとした、日本独自の発展形ではないかという見方もある。しかし、中国の辺境の異民族の侵略を重く見た軍事的色彩の濃いものでなく、極めて政治的な都市であった。

### 平城京の建築物

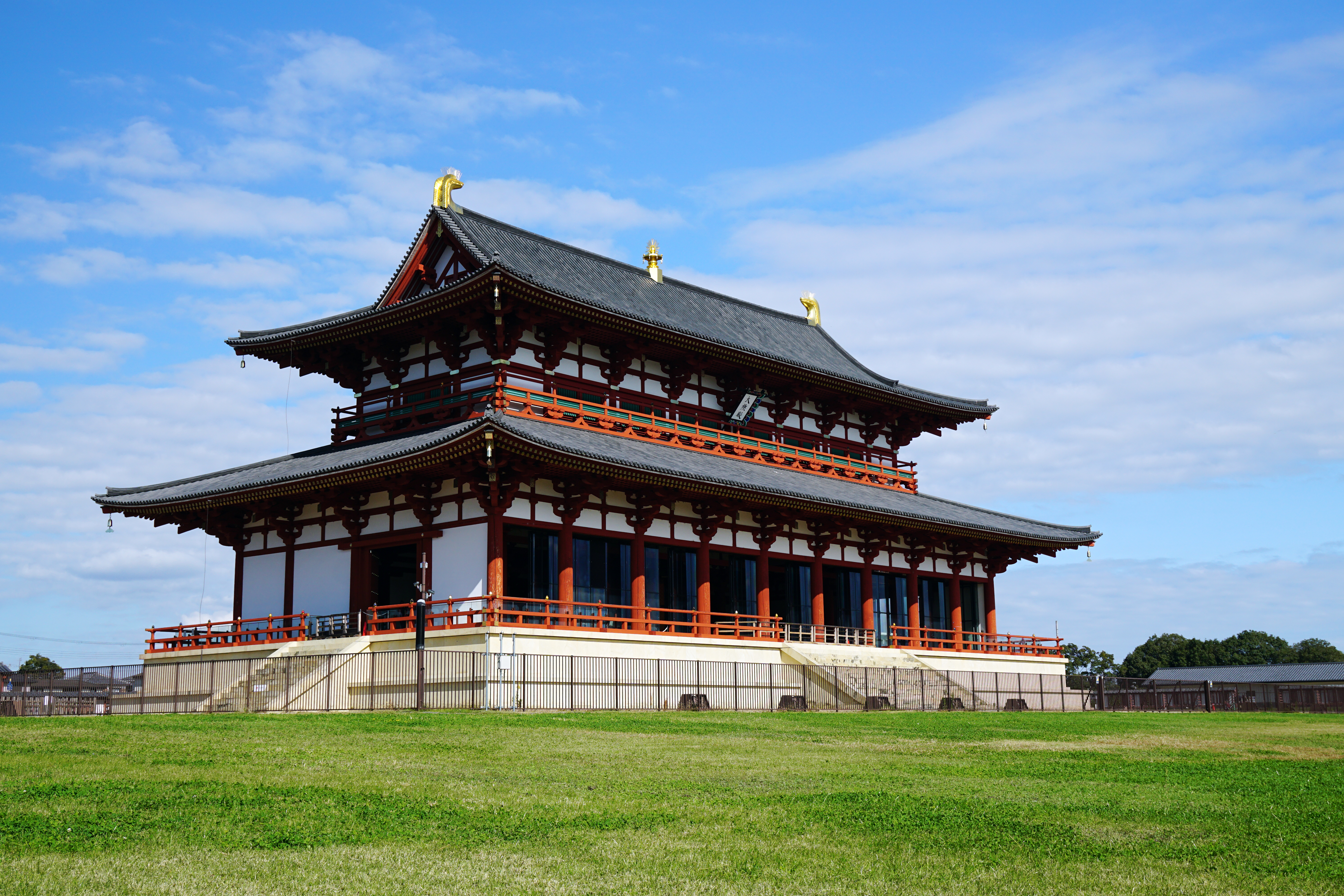
大極殿（再建）

平城宮（内裏）は朱雀大路の北端に位置し、そこに朱雀門が設置された。平城宮は平城京造営当初から同じ位置に存在した。その中心建物で、朱雀門の北にあった大極殿は740年の恭仁京遷都の際に取り壊され、745年の平城京遷都後に旧位置の東側（壬生門の北）に再建された。朱雀大路の南端には羅城門があり、九条大路の南辺には京を取り囲む羅城（都城の周囲に造られた城壁）があった。ただし、実際には羅城は羅城門に接続する極一部しか築かれなかったのではないかとする説が有力である。
寺院建築は非常に多い。京内寺院の主要なものは、大安寺、薬師寺、興福寺、元興寺（以上を四大寺と称した）で、これらは藤原京から遷都に際して移転されたものである。東大寺は東京極大路に接した京域の東外にあり、聖武天皇によって天平勝宝4年（752年）に創建、西大寺は右京の北方に位置し、称徳天皇により天平神護元年（765年）に創建された。これらに法隆寺を加えて七大寺（南都七大寺）と称する。この他、海龍王寺、法華寺、唐招提寺、菅原寺（喜光寺）、新薬師寺、紀寺（子院が残る）、西隆寺（廃寺）などがあった。
2006年3月10日、大和郡山市教育委員会らが、平城京が十条大路まで造られていたのは確実であると発表した。下三橋遺跡で発見された道路の遺構に加え、羅城（城壁）跡の一部が発見されたことに依る。この羅城は中国の都城の様な土壁ではなく、南面だけは高い築地塀があったが他は簡単な瓦葺きの板塀ではないかと推定されている。羅城から十条大路推定域までが、新たに平城京南方遺跡として周知の遺跡に指定されている。

## 発掘・調査
北浦定政が、自力で平城京の推定地を調査し、水田の畦や道路に街の痕跡が残ることを見つけ、1852年（嘉永5）『平城宮大內裏跡坪割之図』にまとめた。
1897年（明治30年）には地理学者の河田羆が中心となって編集された『沿革考証日本読史地図』にも図が掲載された。
さらに関野貞は、大極殿の基壇を見つけ、平城宮の復元研究を深めて、その成果を『平城宮及大内裏考』として1907年（明治40年）に発表した。
棚田嘉十郎によって「奈良大極殿保存会」が設立され、1924年から平城宮の発掘調査が行われた。1959年以降は、奈良国立文化財研究所が発掘を継続しており、2004年現在では、約30%が発掘されている。
大内裏に相当する辺りは現在の近鉄奈良線大和西大寺駅と新大宮駅の中間にあり、1922年には史跡に指定、1952年には特別史跡（平城宮跡（へいじょうきゅうせき））として保存されている。
1961年に初めて木簡が出土し、1967年には、平城宮東の張り出し部分に奈良時代の庭園が発見された。東西70メートル、南北100メートルにわたるもので、その中に、池を掘り、橋をかけ、建物を建てていた。「続日本紀」にある「東院の玉殿、葺くに瑠璃の瓦を以てす」という記事のとおり、釉薬をかけた瓦がまとまって出土した。このことから、発見された庭園は、平城宮東院庭園と呼ばれ国の特別名勝の指定を受けている。
さらに1978年に宮域外ではあるが平城京左京三条二坊宮跡庭園が1978年に国の特別史跡、および1992年に特別名勝、また朱雀大路の一部（二条-三条あたり）は1984年に史跡に指定されている。
平城宮のすぐ東南、宮跡庭園の北に隣接する左京三条二坊に、敷地4町の長屋王の邸宅があった。「奈良そごう」（当時）建設に際した発掘調査で1988年に出土した木簡は3万点を超える数であり、その解読の結果、長屋王家の生活が明らかになった。米を管理する大炊司、氷を貯蔵する氷室の管理をする水取司などの家政機関や使用人の居住区、倉庫などがあった。倉庫には、米・麦・鮑など、さまざまな物資が運び込まれていた。また、木簡から、当時の皇族や貴族が食べたという乳製品である蘇（そ）も長屋王家の食卓にあがっていたことが分かっている。

## 近鉄奈良線

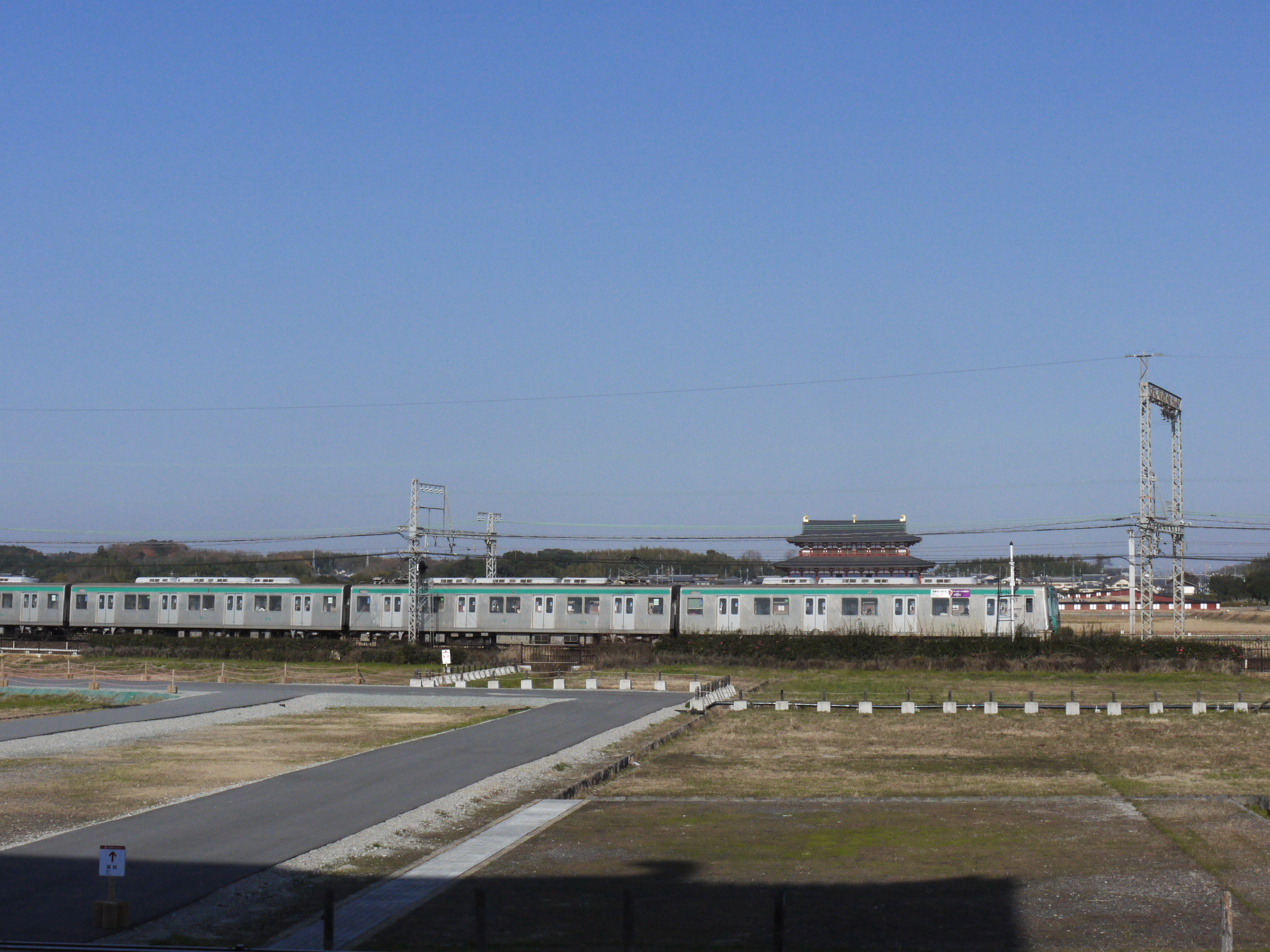
平城宮跡内を横切る近鉄奈良線（2010年12月）

大阪電気軌道が1914年に現在の近鉄奈良線を開業した際には平城京の正確な範囲は明らかとなっていたが、世間の注目も薄く（新聞紙法などの言論検閲もあり）、結果的に平城宮の中を走行するようになった。

## その他
- 遷都の年号の語呂合わせは「奈(7)良、唐(10)にならって平城京」、「奈良の710（納豆）平城京」。もしくは「710（なんと）○○平城京」（「なんと」は感嘆詞の“何と”または“南都”、○○には“きれいな”“大きな”“素敵な”“立派な”“美しい”などの言葉が入る）などがある。

- 平城京はシルクロードの終着点でもあることから、国際的な都市であった。京内には唐や新羅、遠くはインド周辺の人々までみられたという。その時代をうかがわせるのが東大寺正倉院の宝物などである。

- 桓武天皇が、平城京から長岡京へ遷都を決めた理由として、平城京の地理的条件と用水インフラストラクチャーの不便さがあった。平城京は大きな川から離れているため、大量輸送できる大きな船が使えず、食料などを効率的に運ぶことが困難であった。比較的小さな川は流れていたが、人口10万人を抱えていた当時、常に水が不足していた。生活排水や排泄物は、道路の脇に作られた溝に捨てられ、川からの水で流される仕組みになっていた。しかし、水がほとんど流れないため汚物が溜まり、衛生状態は限界に達していた。なお、平城京が模範とした長安も、大運河から離れていることによる水運の不便さが一因となって五代以降洛陽・開封などに首都の地位を奪われている。

- 近年の説としては平城京の外港であった難波津における土砂の堆積と三国川（現在の神崎川）の工事による淀川との接続が首都の所在地を大和国（飛鳥京・藤原京・平城京）から山城国（長岡京・平安京）に変えたとする説がある。古代の日本の東西間の交通は西国より水路で難波津に上陸し、奈良盆地を横断して鈴鹿関を通って伊勢湾を横断して東国に向かう経路が採用されており、大和国はその中継地点であった。ところが、8世紀に入ると、土砂の堆積で難波に船を着けることが困難になったことで西国との交通に支障が生じ、東国との交通においても馬の同伴が困難な伊勢湾横断が敬遠され、尾張国から美濃国の不破関を目指す不正規な迂回ルートが用いられるようになっていった。こうした中で難波津－大和国－鈴鹿関（東海道）ルートの優位性が失われ、代わりに淀川－山城国－不破関（東山道）ルートが採用されるようになると、首都もそのルートの中継地点である山城国に移ったとするものである。これは三国川の工事に合わせるかのように長岡京への遷都と平城京・難波宮の廃止が行われていることから指摘されている[20]。

- 平城京遷都に際しては田上山（たなかみやま、現在の大津市）のヒノキを大量に伐採して用いた[21][22]。このため田上山ははげ山となり、江戸時代から現在に至るまで緑化が続けられているがいまだ植生は回復していない[注釈 3]。

## ギャラリー

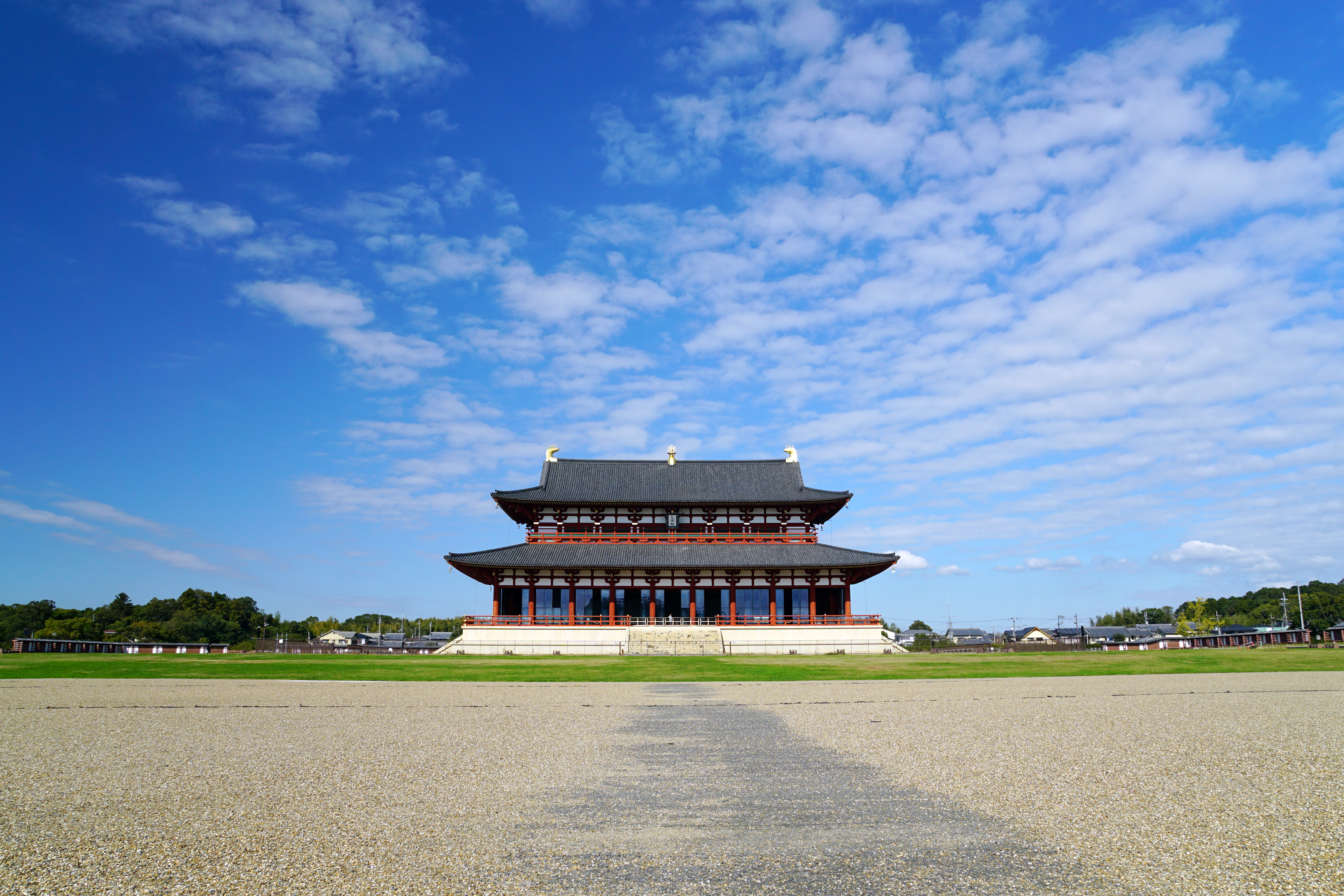
平城宮跡、第1次大極殿（復元）
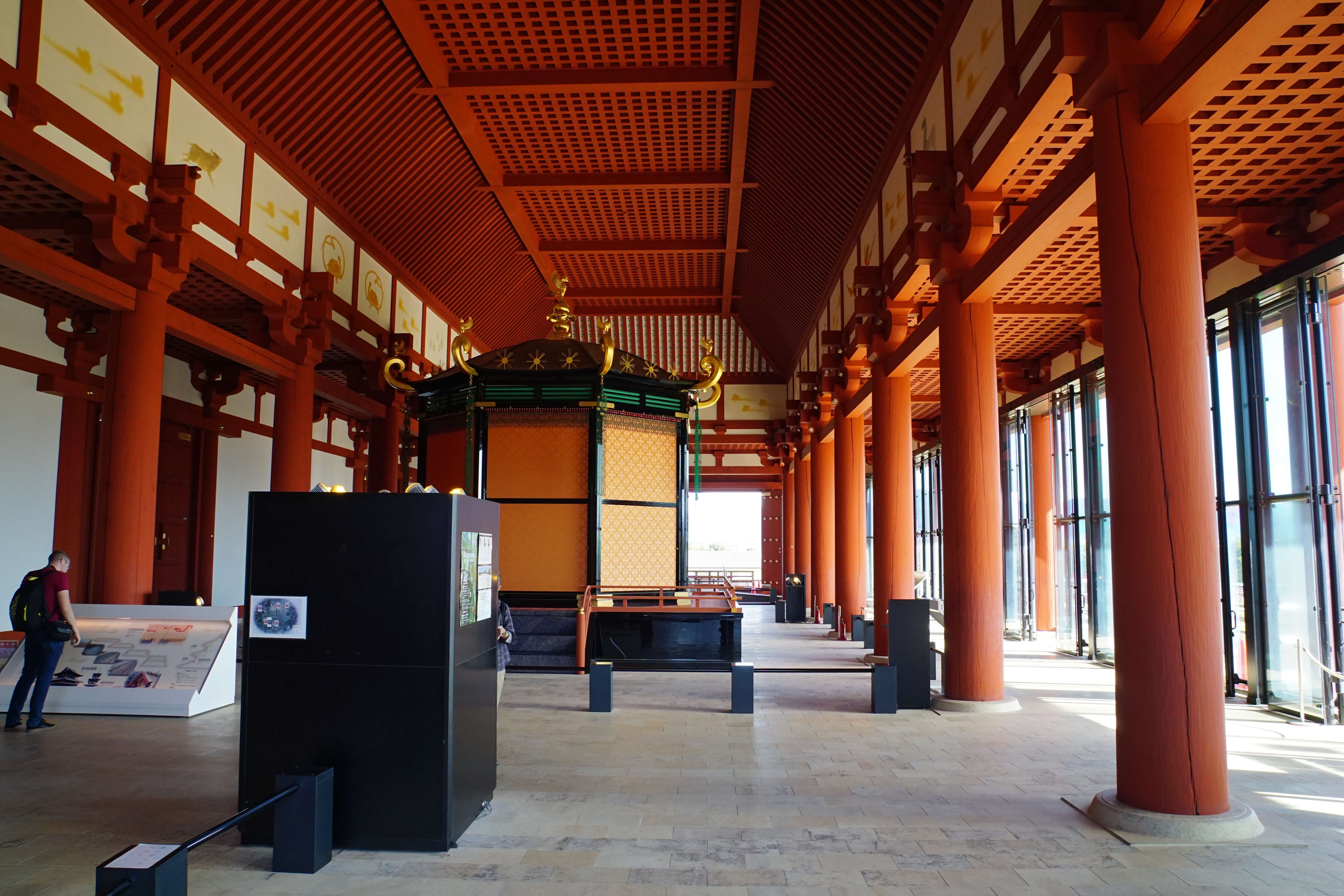
第1次大極殿（復元）内部
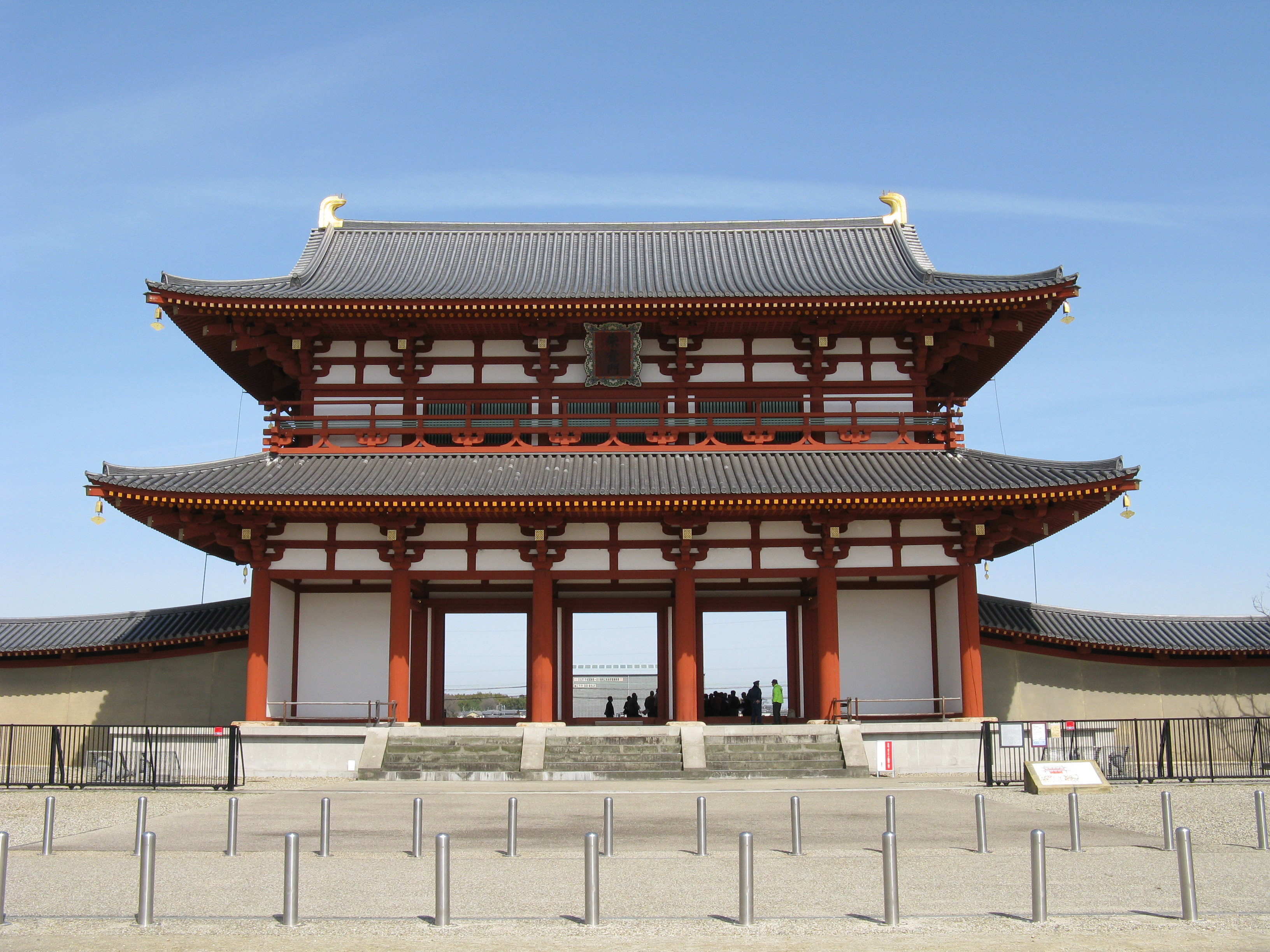
朱雀門（復元）
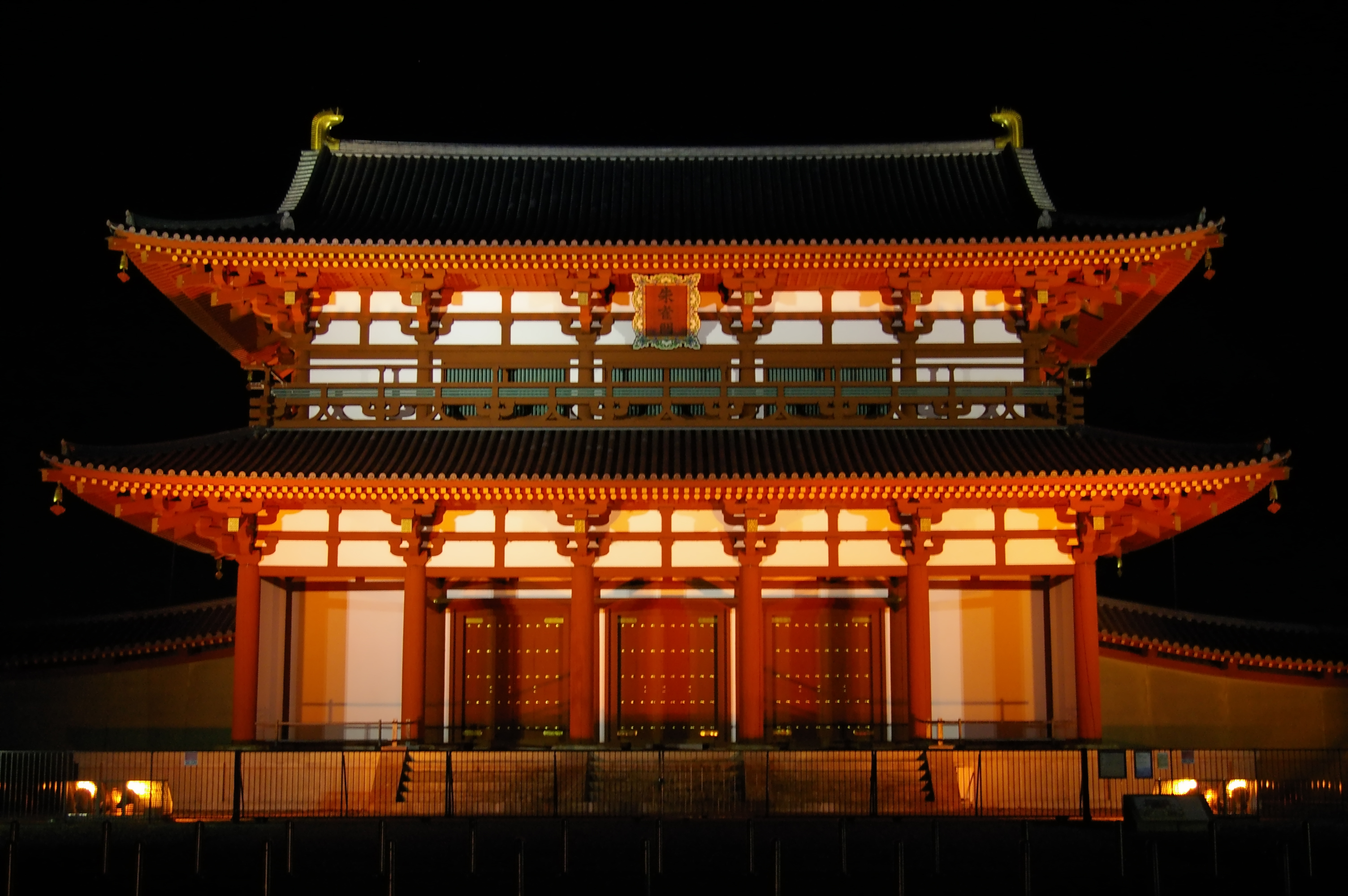
ライトアップされた朱雀門
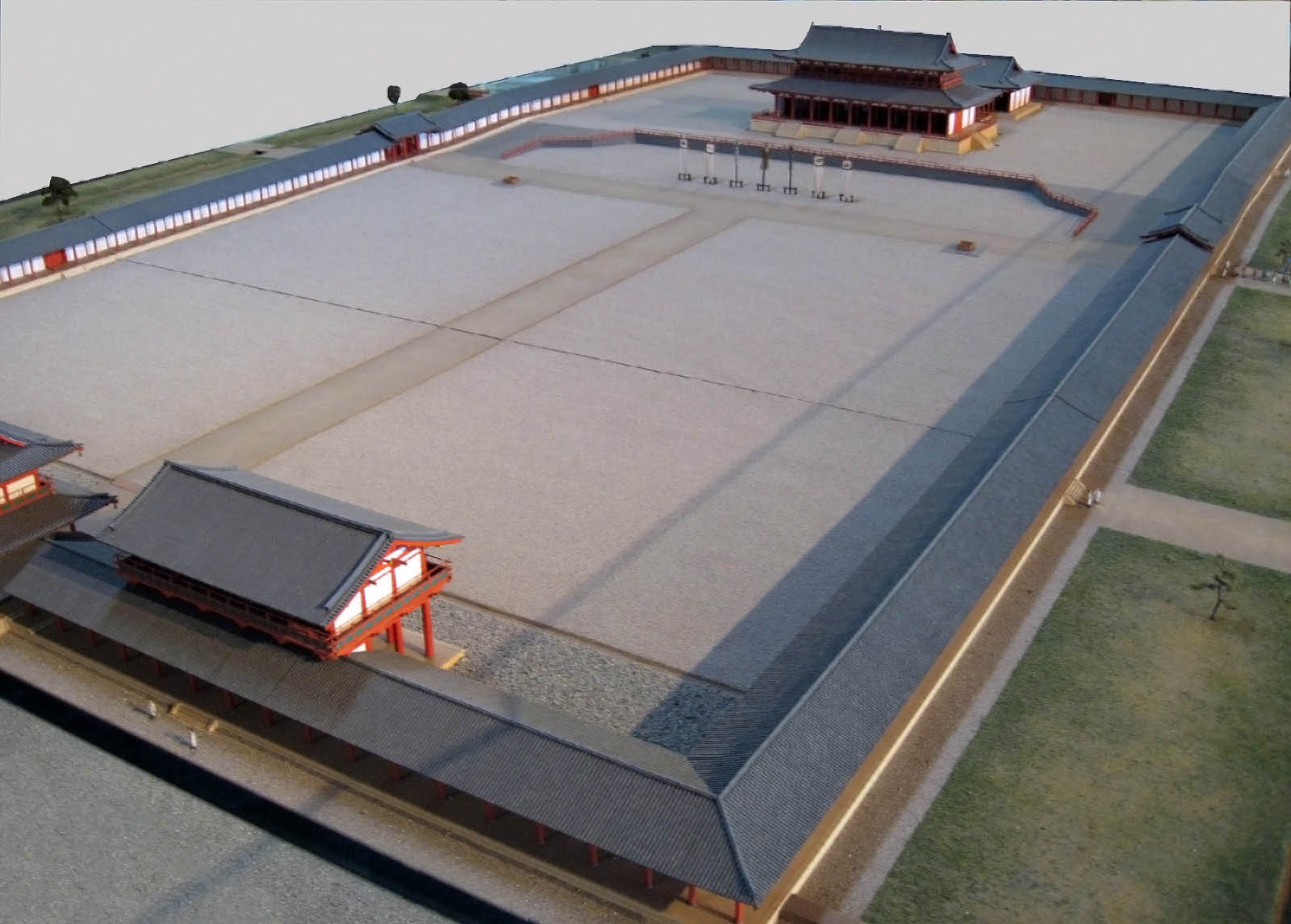
平城宮の復元模型
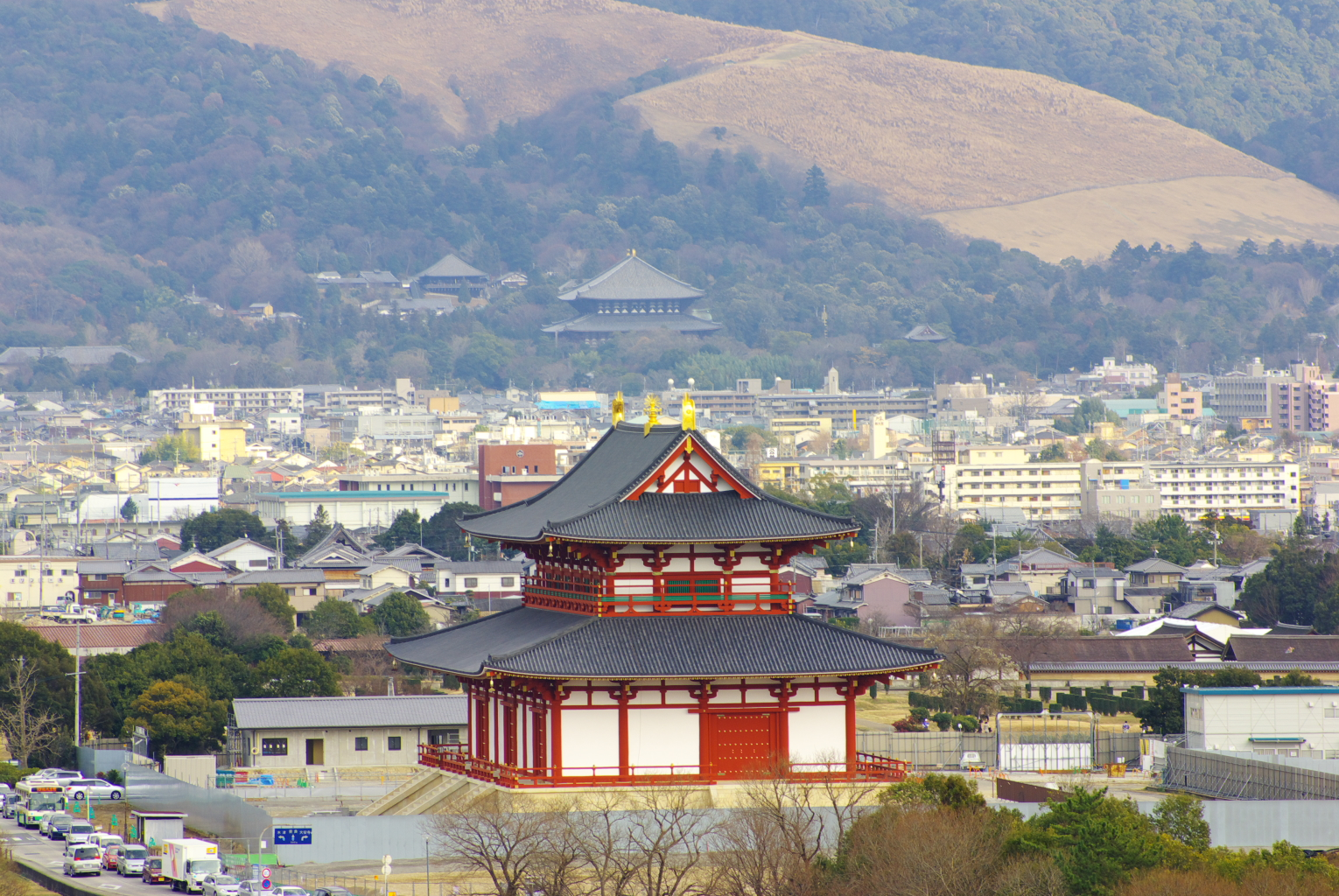
再建工事中の第1次大極殿（写真中央）。背後に東大寺大仏殿や若草山がみえる（2010年1月）
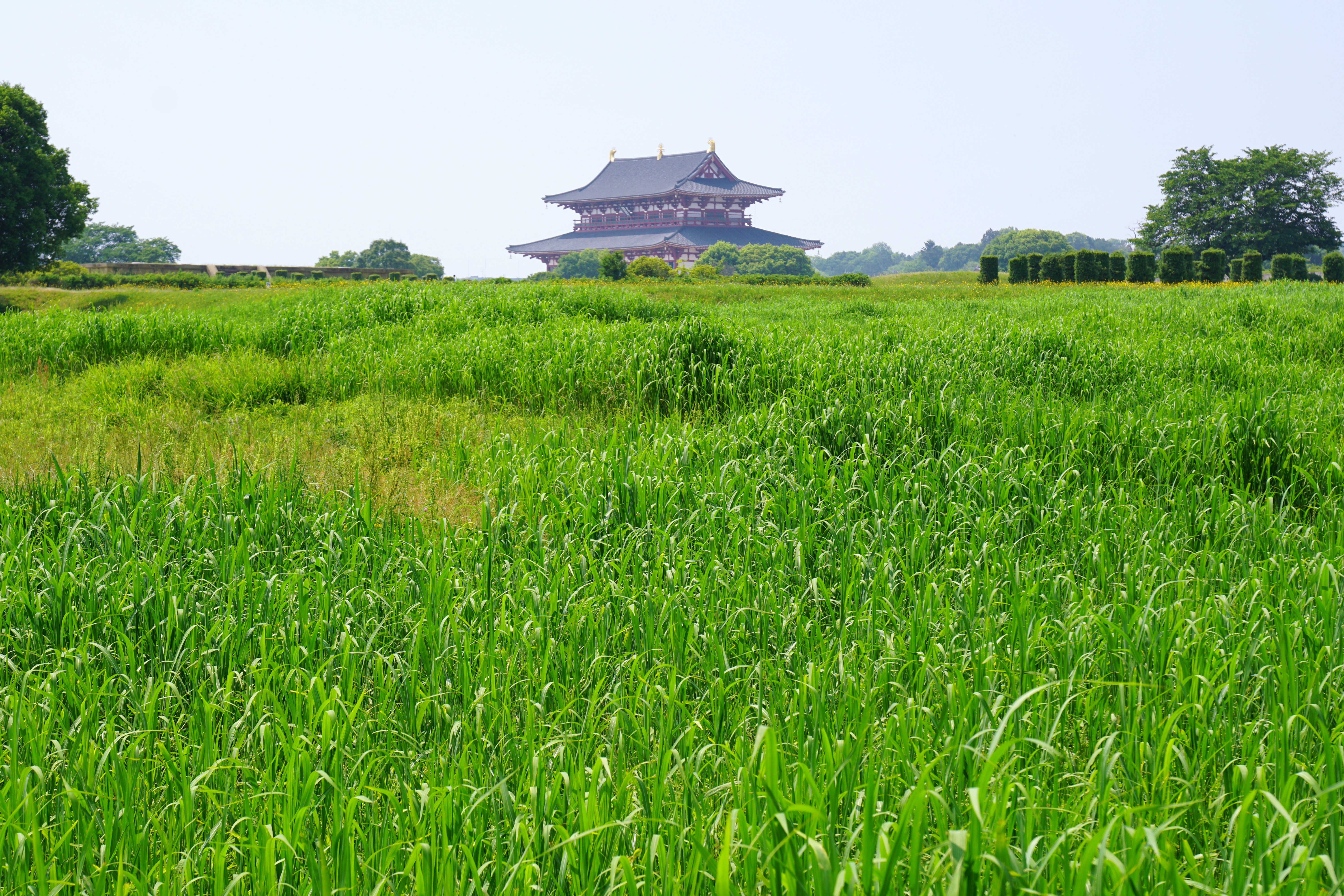
平城京跡

## アクセス
近鉄奈良線大和西大寺駅または新大宮駅より徒歩30分または車で5分。